# Rhétorique arabe

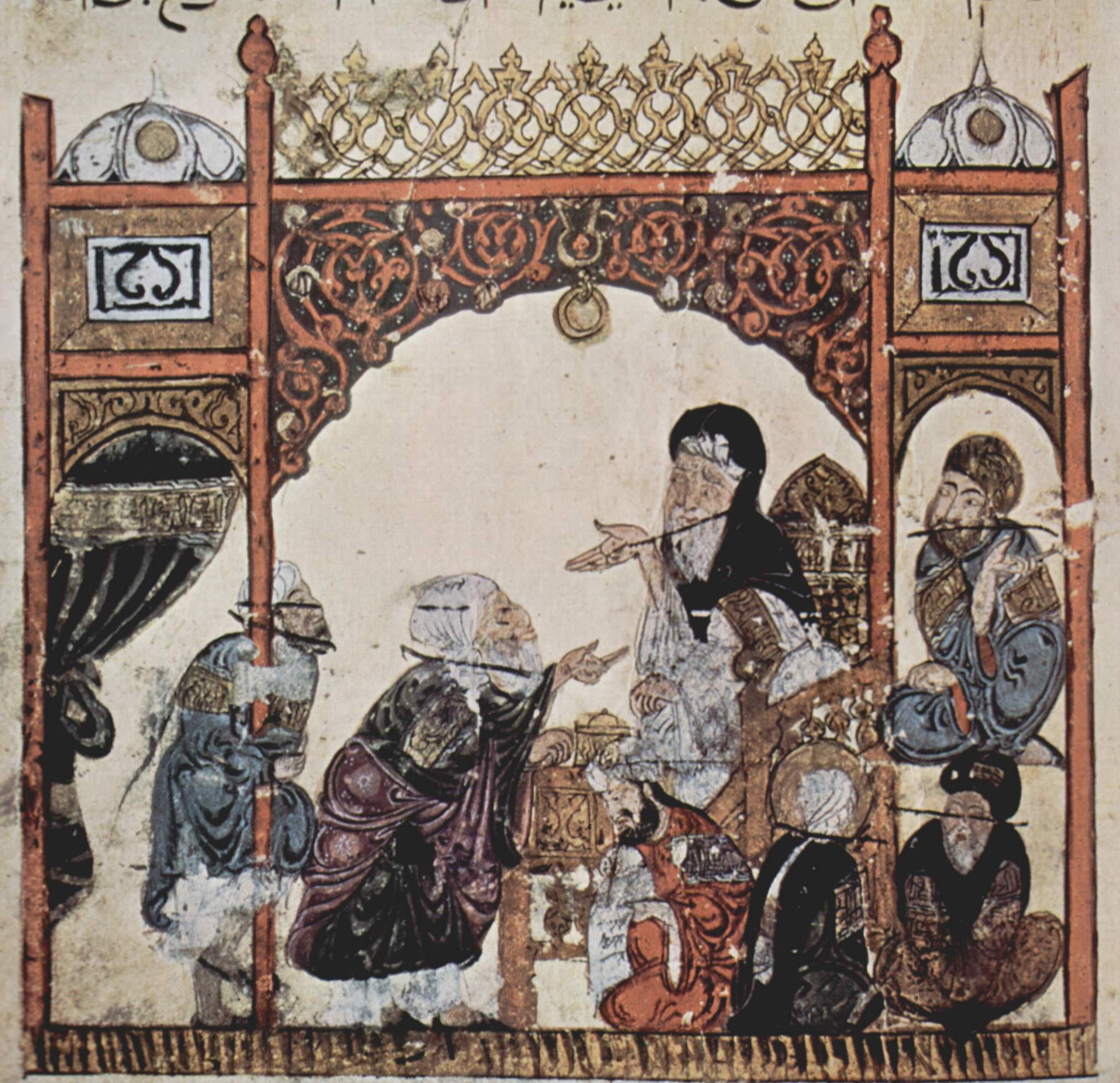
Le vagabond Abû Zayd usant de sa ruse et de son éloquence face au cadi de Saada. Illustration de la 37e Maqâma d'al-Harîrî (Irak, vers 1230)

La rhétorique arabe, littéralement la science de l'éloquence (en arabe : علم البلاغة, ʿilm al-balâgha) se développe à partir du IXe siècle autour de deux pôles, le Coran et la poésie, et s'intéresse essentiellement à la classification des tropes et à leur interprétation, notamment dans l'exégèse et la critique littéraire. La rhétorique arabe consiste surtout en une pragmatique et une poétique du discours, et se démarque ainsi nettement de la rhétorique aristotélicienne qui fait la distinction entre le domaine de la rhétorique (avec sa triade rhétorique-preuve-persuasion) et le domaine de la poétique (avec sa triade poêsis-mimêsis-catharsis).
La pensée rhétorique arabe est fondée par le polygraphe al-Jâhiz, qui centra sa réflexion sur la notion de bayân (l'éloquence comprise comme la clarté du discours), mais c'est Ibn al-Mu'tazz et Qudâma qui lui donnent sa première formulation systématique à la fin du IXe siècle. Dès lors, la terminologie et le système de la rhétorique arabe évoluent pendant plus de cinq siècles, pour être fixés à partir de la fin du XIIIe siècle par les commentateurs du livre d'Al-Sakkaki, la Clé des sciences (Miftâḥ al-ʿUlûm). La rhétorique arabe est dès lors constituée de trois branches : les maʿânî (la sémantique de la syntaxe), le bayân (la science de l'expression figurée) et le badîʿ (les figures d'embellissement du discours).
On distingue dans l'histoire de la rhétorique arabe deux traditions théoriques : l'une, inspirée de la pensée grecque, portée principalement par les philosophes ; l'autre, portée avant tout par les critiques littéraires et les exégètes du Coran. La première n'a eu que peu d'incidence en dehors du domaine de la philosophie. C'est la seconde qui fut couramment utilisée, aussi bien dans l'exégèse que dans la critique littéraire, et qui fournit le système rhétorique arabe tel qu'il est enseigné encore aujourd'hui et tel qu'il est exposé ci-après.
Tout le développement de la rhétorique arabe fonde sa réflexion sur le polymorphisme du sens (ou sa « métaphoricité »).

## Étymologies et définitions
Pour parler de la rhétorique arabe, il est nécessaire de distinguer plusieurs termes qui furent souvent perçus comme synonymes pour désigner soit la rhétorique, en tant que science de l'éloquence, soit l'éloquence elle-même.

## Histoire de la rhétorique arabe
La rhétorique arabe se développe sur près de cinq siècles, en trois grandes étapes :
1. Une tradition critique pré-formaliste apparue à partir de la fin du VIIe siècle avec le développement de la grammaire et de la lexicographie à l'occasion de la recension et de la critique de la littérature préislamique, notamment en vue de l'exégèse coranique. Basée à Bassorah et Kûfa (puis Bagdad), cette tradition est d'abord le fait des lecteurs du Coran, des traditionnistes et des transmetteurs, puis des grammairiens et des philologues.
2. La première phase de la formulation systématique de la rhétorique dès la fin du IXe siècle avec Ibn al-Mu'tazz (Le Livre du badîʿ) et Qudâma (Naqd al-shiʿr).
3. Une seconde phase du développement théorique de la rhétorique, inaugurée par l'ouvrage d'al-Sakkâkî, la Clé des sciences (Miftâḥ al-ʿUlûm), fondé sur les deux livres d'al-Jurjânî, et dont les thèses sont diffusées surtout par les résumés pragmatiques d'al-Qazwînî (Talkhîs al-Miftâh et Al-Idâh fî ulûm al-balâgha). C'est à partir de là que la rhétorique est considérée comme composée de ses trois branches : les maʿânî, le bayân et le badîʿ.

### Les origines de la pensée rhétorique
À partir du VIIIe siècle, des poètes tels Bashâr, Muslim Ibn al-Walîd et al-Attabi, furent tentés de s’écarter à certains égards des règles suivies par les classiques ; en particulier, ils employèrent des figures poétiques telles que la métaphore (isti'âra), la comparaison (tashbîh) ou l'allitération (tibâq), avec plus de liberté que dans la poésie dite "classique", dont le canon esthétique était la poésie préislamique. C’est ainsi que naquit l’impression que cet art était un badîʿ (une innovation, une création nouvelle). On se mit à employer ce mot dans ce sens large et imprécis dans les ouvrages de critique littéraire du IXe siècle. On le rencontre en plus d’un endroit dans les œuvres d’al-Jahiz ; dans l’une d’entre elles, l’auteur cite un vers qui contient une image et ajoute: « voilà ce que les transmetteurs de poésie nomment badîʿ ».

#### Al-Jâhiz et lebayân
Le polygraphe Al-Jâhiz est considéré comme le fondateur de la pensée rhétorique avec son livre Al-Bayân wa l-tabyîn (De la clarté du discours et de la manifestation du sens). Il s'agit d'une anthologie volumineuse de fragments poétiques, historiettes (khabar) et discours (khotba), portant sur la maîtrise de la langue, les conditions de l'expression claire (bayân), les moyens et les catégories de l'éloquence. Dans des passages théoriques, Jâhiz met en place une véritable théorie de l'expression et de l'éloquence en tant que discours clair (bayân) propre à faire comprendre, à "manifester" un sens (tabyîn).

### Les premières formulations du système de la rhétorique

#### Ibn al-Muʿtazz
Le premier écrivain qui tenta d’étudier le badîʿ en tant qu’art littéraire et de définir ses principales catégories, fut le poète, calife d'un jour, Ibn al-Muʿtazz. Dans le Livre du Badîʿ, Ibn al-Muʿtazz essaya de démontrer, en s’appuyant sur de nombreuses citations du Coran, des traditions et de la poésie classique, que ce que les modernes appelaient badîʿ n’était pas du tout une création de Bashâr et de ses contemporains. Il voulut démontrer que l’on pouvait en effet retrouver sans exception toutes les figures du discours, employées par les "Modernes", dans le Coran aussi bien que dans la littérature classique. Ceux-ci s’étaient contentés de développer dans leurs poésies le recours systématique aux embellissements (les figures de rhétoriques), au point d'en faire un style reconnaissable qu’on appela badîʿ.
Le premier ouvrage rhétorique, exclusivement consacré à certaines formes caractéristiques de l’expression artistique, fut donc composé en vue de justifier le style «nouveau» ou «moderne», badîʿ, dont la seconde moitié du IXe siècle avait assisté à la victorieuse apparition sous la plume des "Modernes", à commencer par Bashâr, Abû l-Atâhiyya et Abû Nuwâs.
L’emploi de la notion de «figures de rhétorique» dans l’interprétation du Coran est antérieur à l’ouvrage d’Ibn al-Muʿtazz, on en trouve la méthode développée tout au long du Ta'wîl mushkil al-Qur'ân d’Ibn Qutayba. Pour Grunebaum cela explique en partie pourquoi la théorie des tropes et des figures fut le premier élément de la balâgha à être l'objet d'une étude systématique (avant les maʿânî et le bayân).
Ibn al-Muʿtazz rangea les dix-huit figures dont il donne des exemples dans deux catégories : le badîʿ et les mahâsin. Ibn al-Muʿtazz décompose le badîʿ en cinq types : la métaphore (istiʿâra), l’allitération (tajnîs), l’antithèse (mutâbaqa), l’identité de la fin et du début (radd aʿjâz al-kalâm ʿalâ mâ taqaddamah) et l’ordre du discours (al-madhhab al-kalâmî). Après les avoir expliquées et avoir cité des exemples qui illustrent les qualités et les défauts de chaque catégorie, Ibn al-Muʿtazz fait remarquer que le badîʿ, en tant que terme désignant les artifices poétiques, est connu des poètes et des critiques, mais que ni les philologues ni les spécialistes de poésie ancienne ne l’utilisent. Après de nombreuses critiques, et pour accroître l’intérêt instructif de son livre, il en arriva à ajouter douze nouveaux artifices pour l’embellissement du style (mahâsin).
La querelle des Anciens et des Modernes qui domine la vie littéraire du milieu du IXe siècle à la fin du XIe siècle conserva tout son intérêt à l'étude du style.

#### Qudâma Ibn Jaʿfar
Le Naqd al-shiʿr (La Critique de la poésie) de Qudâma est composé en vue d'une objectif plus précis. Il recherche sur quel critère juger objectivement la poésie. Pour Qudâma les figures de rhétorique ne sont qu’un des éléments dont le poète et le critique ont à se préoccuper. À l’exemple de beaucoup de ses prédécesseurs arabes et grecs, Qudâma fut conduit, surtout dans sa discussion des défauts de la poésie, à étudier des problèmes qui, dans notre façon de penser, relèvent de la grammaire et de la logique. La façon méthodique selon laquelle il coordonne différents points de vue peut avoir contribué à la division en trois branches du ʿilm al-balâgha (la rhétorique) à laquelle devait aboutir la pensée critique musulmane au XIIIe siècle.
Qudâma ne mentionne pas le terme technique de badîʿ, même s'il traite des 20 qualités de la poésie, dont certaines présentes chez Ibn al-Muʿtazz.

#### Ibn Wahb
Peu après Qudâma, vers le milieu du IXe siècle, Ibn Wahb, un secrétaire (kâtib), composa le Kitâb al-burhân fî wujûh al-bayân. Ibn Wahb continue la discussion des «différentes façons d’exprimer les choses» qu’Al-Jâhiz avait entamée dans Al-Bayân wa-l-tabyîn.

#### Abû Hilâl al-ʿAskarî
Dans la deuxième moitié du Xe siècle, Abû Hilâl al-ʿAskarî fit faire à l’étude du badîʿ un pas en avant en portant le nombre de ses catégories à trente-six, y compris les dix-sept d’Ibn al-Muʿtazz. Dans son ouvrage Kitâb al-Ṣinâʿatayn, Le Livre des deux arts (la prose et de la poésie), qui est peut-être le premier ouvrage systématique sur l’ensemble de la rhétorique arabe, al-ʿAskarī consacre un long chapitre à l’explication du badîʿ et à l’énumération de ses caractères et de ses catégories.

#### Abd al-Qâhir Al-Jurjânî
La querelle des Anciens et des Modernes qui domine la vie littéraire du milieu du IXe siècle à la fin du XIe siècle se concentra sur l’étude du style. Vers la fin de cette période, ʿAbd al-Qâhir al-Jurjânî (m. 1078) chercha à comprendre les fondements psychologiques de l’effet esthétique. Dans ses Asrâr al-balâgha (Les Secrets de l'éloquence), il concentre sa réflexion autour de quelques figures : le tashbîh (la comparaison), l'istiʿâra (la métaphore) et le tamthîl (l’analogie) - qui, plus tard, furent classées dans le domaine du ʿilm al-bayân. Al-Jurjânî expliqua les fondements psychologiques et logiques de l’esthétique dans la poésie arabe, surtout celle des époques tardives. Il est le premier à étudier "l’étiologie fantastique", âme-même de la poésie persane particulièrement (bien que l’on ne rencontre son nom technique, ḥusn al-taʿlîl, que plus d’un siècle après, chez Al-Sakkaki).
L’autre ouvrage important d’al-Jurjânî, Dalâʾil al-iʿjâz (Les indices de l'inimitabilité [du Coran]), fut sans aucun doute à l’origine du développement du ʿilm al-maʿânî comme partie intégrante de la rhétorique. Ce livre concerne un dogme fondé sur le texte coranique lui-même, qui met au défi quiconque de produire un livre semblable (Coran, XVII, 88). Bon connaisseur de la pensée du qadi al-Jabbar, al-Jurjani écarte l'idée que la supériorité du Coran reposerait sur son seul contenu - le fait qu'il fait des révélations sur des choses cachées (ghayb), aussi bien passées que futures, et dont le Prophète ne pouvait avoir connaissance sans une aide divine. Selon lui, le caractère inimitable du Texte tient aussi à ses qualités littéraires, sans quoi son caractère inégalable serait limité aux seuls passages qui donnent des informations sur l'inconnaissable. Contenu et style doivent être considérés ensemble.
En conséquence, al-Jurjani exhorte à l'étude de la poésie et de la rhétorique. Loin d'être des disciplines profanes et donc secondaires, elles sont essentielles pour saisir le caractère unique du Coran et bien comprendre son message. «Ignorer la science de la rhétorique (al-balâgha) dont les lois ne peuvent être connues qu’en étudiant la poésie empêche de prétendre à quelque science que ce soit du Coran et de son interprétation.» Al-Zamakhshari, dont le commentaire du Coran repose sur l'étude linguistique, a retenu la leçon. L'influence d'al-Jurjani s'exerce jusqu'au XIXe siècle sur Mohamed 'Abduh, éditeur de Jurjani, qui faisait de ses livres ses manuels de cours de rhétorique.

### La nouvelle formulation du système de la rhétorique

#### Al-Sakkâkî
Au début du XIIIe siècle, al-Sakkaki donna au ʿilm al-balâgha l’aspect qu’il devait conserver jusqu’à présent. Dans la troisième partie de son encyclopédie des sciences, La Clé des sciences (Miftāḥ al-ʿulûm), il divise la "science de la balâgha" en trois branches : la science des maʿânî (ʿilm al-maʿânî), notions qui traitent des différentes sortes de phrases et de leur emploi ; la science du bayân (ʿilm al-bayân), modes de présentation, qui s’occupe de l’art de s’exprimer avec éloquence et sans ambiguïté (cette section est consacrée aux expressions figurées, comparaison, analogie, métaphore, majâz, kinâya). La troisième branche est la science du badîʿ (ʿilm al-badîʿ) qui traite de l’embellissement du langage, et définit un grand nombre de tropes qu’il classe en général en maʿnawî (abstraits, de l'ordre du sens) et lafẓî (concret, de l'ordre de l'expression).

## Système de la rhétorique arabe
Le système de la rhétorique arabe telle qu'il est fixé depuis le XIIIe siècle se divise en trois branches : maʿânî, bayân, badîʿ.

### Lesmaʿânî

#### Définition
La science des maʿânî (ʿilm al-maʿânî) est définie comme la « science permettant de trouver l'expression propre à répondre aux exigences d'une situation donnée »,. Elle correspond donc à une sémantique de la syntaxe et ressort principalement aux différentes sortes de phrases et à leurs emplois.

#### Les catégories desmaʿânî
1. La phrase informative (khabar) et la phrase performative (inshâ')

### Lebayân

#### Définition
La science du bayân (ʿilm al-bayân) peut être comprise comme la science de l'expression figurée.

### Lebadîʿ

#### Définition
La science du badîʿ (ʿilm al-badîʿ) est la science des figures d'embellissement du discours. Ces figures sont divisées en deux grands groupes, les embellissements dans le sens, ou abstraits (muhassinât maʿnawiyya) et les embellissements dans l'expression, ou concrets (muhassinât lafziyya).

#### Les figures dubadîʿ

##### Les figures abstraites
Il s'agit des embellissements s'appuyant sur des effets de sens.
1. Tawrîya : "double sens", est une figure qui consiste à jouer sur les deux sens d'un mot, l'un "proche" et l'autre "éloigné". Beaucoup de noms propres arabes sont concernés par ce type de figure[13].
2. Ibhâm
3. Tawjîh
4. Tibâq
5. Muqâbala
6. Tadbîj
7. Idmâj
8. Istitbâʿ
9. Murâʿat al-nazîr
10. Istikhdâm : figure apparentée à la tawrîya qui consiste à employer un même mot à la fois dans la proposition principale d'une phrase et dans sa subordonnée, mais dans deux sens différents[14].
11. Istitrâd
12. Iftinân
13. Jamʿ
14. Tafrîq
15. Taqsîm
16. al-Tayy wa l-nashr
17. Irsâl al-mathal
18. Mubâlagha
19. Mughâyara
20. Ta'kîd al-madh bi-mâ yushbih al-dhamm (renforcer l'éloge par ce qui semble un reproche)
21. Ta'kîd al-dhamm bi-mâ yushbih al-madh (renforcer le reproche par ce qui semble un éloge)
22. Tajrîd
23. Husn al-taʿlîl
24. i'tilâf al-lafz maʿa l-ma'nâ

##### Les figures concrètes
Il s'agit des embellissements reconnaissables à l'oreille, basé principalement sur des effets de sonorités.
1. Tashâbuh al-atrâf (identité du début et de la fin)
2. Jinâs
3. Tasdîr
4. Sajʿ
5. ʿAks
6. Tashrîʿ
7. Muwâraba
8. I'tiflâf al-Lafz maʿa l-lafz

### Autres figures de rhétorique
Cet exposé des figures de la rhétorique arabe n'est pas exhaustif, et ne présente que les figures principales.